# Myrsine elliptica
Myrsine elliptica E.Walker – gatunek roślin z rodziny pierwiosnkowatych (Primulaceae). Występuje endemicznie naturalnie w Chinach – w prowincji Kuangsi. 

## Morfologia
PokrójZimozielony krzew dorastający do 1 m wysokości.
LiścieBlaszka liściowa jest skórzasta i ma eliptyczny lub podługowaty kształt. Mierzy 3–5 cm długości oraz 1,5–3 cm szerokości, jest całobrzega, ma tępą nasadę i spiczasty wierzchołek. Ogonek liściowy jest nagi i ma 6–8 mm długości.
KwiatyZebrane w pęczkach wyrastających z kątów pędów. Mają 5 działek kielicha o podługowato równowąskim kształcie i dorastające do 1–2 mm długości. Płatków jest 5, są lancetowate i mają białą barwę oraz 2–3 mm długości.
OwocPestkowce mierzące 3-5 mm średnicy, o kulistym kształcie i czerwonej barwie.

## Biologia i ekologia
Rośnie w lasach i zaroślach. 